# Grote meesters van de westerse schilderkunst - Schilderessen
Grote meesters van de westerse schilderkunst – Schilderessen is een overzichtswerk van schilderessen door de eeuwen heen. Ieder lemma bevat een korte beschrijving van het leven van een schilderes, een korte biografie en een keuze uit haar belangrijkste werken.
Het boek verscheen in 2003. Samensteller was de historicus Jordi Vigué. Volgens hem is het boek bedoeld om de leemten in de kennis over kunst door vrouwen op te vullen. Tegelijkertijd onderkent hij hoe moeilijk het is om zo'n breed onderwerp te behandelen. Na een inleiding over vrouwelijke kunstschilders in de loop van de geschiedenis concentreert hij zich op de onderstaande lijst van vrouwen. Van elke kunstenaar zijn een aantal werken ter illustratie opgenomen. 

## Lijst van schilderessen in het boek
| Naam                      | Nationaliteit                                                                             | Geboortedatum                    | Overlijdensdatum      | Foto | Beschreven op pagina |
| ------------------------- | ----------------------------------------------------------------------------------------- | -------------------------------- | --------------------- | ---- | -------------------- |
| Catharina van Hemessen    | Nederland                                                                                 | 1528                             | 1600s                 |      | 33                   |
| Sofonisba Anguissola      | Italië                                                                                    | 1535s                            | 1625-11-16            |      | 39                   |
| Lucia Anguissola          | Hertogdom Milaan                                                                          | 1536                             | 1565                  |      | 45                   |
| Lavinia Fontana           |                                                                                           | 1552-08-24                       | 1614-08-11            |      | 49                   |
| Barbara Longhi            | Italië                                                                                    | 1552-10-01                       | 1638-12-23            |      | 55                   |
| Fede Galizia              | Hertogdom Milaan                                                                          | 1578                             | 1630                  |      | 59                   |
| Artemisia Gentileschi     |                                                                                           | 1593-07-08                       | 1653 1652             |      | 65                   |
| Clara Peeters             | Republiek der Zeven Verenigde Nederlanden Zuidelijke Nederlanden                          | 1594                             | 1657                  |      | 71                   |
| Giovanna Garzoni          |                                                                                           | 1600                             | 1670                  |      | 77                   |
| Michaelina Woutiers       | Spaanse Nederlanden                                                                       | 1604                             | 1689                  |      | 91                   |
| Anna Maria van Schurman   | Republiek der Zeven Verenigde Nederlanden België                                          | 1607-11-05                       | 1678-05               |      | 81                   |
| Judith Leyster            | Nederland                                                                                 | 1609-07-28                       | 1660-02-10            |      | 85                   |
| Louise Moillon            | Frankrijk                                                                                 | 1610                             | 1696-12-20            |      | 97                   |
| Josefa de Óbidos          | Portugal Spanje                                                                           | 1630-02-20                       | 1684-07-22            |      | 103                  |
| Maria van Oosterwijck     | Republiek der Zeven Verenigde Nederlanden                                                 | 1630-08-20                       | 1693-11-12            |      | 109                  |
| Mary Beale                | Koninkrijk Engeland                                                                       | 1633-03-26                       | 1699                  |      | 115                  |
| Elisabetta Sirani         |                                                                                           | 1638-01-08                       | 1665-08-25            |      | 119                  |
| Maria Sibylla Merian      | Republiek der Zeven Verenigde Nederlanden                                                 | 1647-04-02                       | 1717-01-13            |      | 125                  |
| Rachel Ruysch             | Nederland                                                                                 | 1664-06-03                       | 1750-08-12            |      | 129                  |
| Rosalba Carriera          | Republiek Venetië                                                                         | 1675-10-07                       | 1757-04-15            |      | 135                  |
| Angelika Kauffmann        | Zwitserland Verenigd Koninkrijk van Groot-Brittannië en Ierland                           | 1741-10-30                       | 1807-11-05            |      | 141                  |
| Anne Vallayer-Coster      | Frankrijk Verenigd Koninkrijk van Groot-Brittannië en Ierland Koninkrijk Groot-Brittannië | 1744-12-21                       | 1818-02-28            |      | 147                  |
| Adélaïde Labille-Guiard   | Frankrijk                                                                                 | 1749-04-11                       | 1803-04-24            |      | 153                  |
| Marie-Victoire Lemoine    | Frankrijk                                                                                 | 1754                             | 1820-12-02            |      | 159                  |
| Élisabeth Vigée-Le Brun   | Frankrijk                                                                                 | 1755-04-16                       | 1842-03-30            |      | 163                  |
| Marguerite Gérard         | Frankrijk                                                                                 | 1761-01-28                       | 1837-05-18            |      | 173                  |
| Marie-Gabrielle Capet     | Frankrijk                                                                                 | 1761-09-06                       | 1818-11-01            |      | 169                  |
| Constance Mayer           | Frankrijk                                                                                 | 1774-03-09 1775                  | 1821-05-26            |      | 177                  |
| Marie Eléonore Godefroid  | Frankrijk                                                                                 | 1778-06-20                       | 1849-06               |      | 183                  |
| Rosa Bonheur              | Frankrijk                                                                                 | 1822-03-16                       | 1899-05-25            |      | 187                  |
| Lilly Martin Spencer      | Verenigde Staten van Amerika                                                              | 1822-11-26                       | 1902-05-22            |      | 193                  |
| Sophie Gengembre Anderson | Frankrijk Verenigd Koninkrijk van Groot-Brittannië en Ierland                             | 1823                             | 1903-03-10            |      | 197                  |
| Elizabeth Siddal          | Verenigd Koninkrijk                                                                       | 1829-07-25                       | 1862-02-11            |      | 203                  |
| Marianne North            | Verenigd Koninkrijk van Groot-Brittannië en Ierland                                       | 1830-10-24                       | 1890-08-30            |      | 209                  |
| Joanna Mary Boyce         | Verenigd Koninkrijk van Groot-Brittannië en Ierland                                       | 1831-12-07                       | 1861-07-15            |      | 215                  |
| Rebecca Solomon           | Verenigd Koninkrijk van Groot-Brittannië en Ierland                                       | 1832-09-26                       | 1886-11-20            |      | 219                  |
| Elizabeth Jane Gardner    | Verenigde Staten van Amerika                                                              | 1837-10-04                       | 1922-01-28            |      | 223                  |
| Marie Bracquemond         | Frankrijk                                                                                 | 1840-12-01                       | 1916-01-17            |      | 227                  |
| Berthe Morisot            | Frankrijk                                                                                 | 1841-01-14                       | 1895-03-02            |      | 233                  |
| Emma Sandys               | Verenigd Koninkrijk                                                                       | 1843                             | 1877-11               |      | 239                  |
| Lucy Madox Brown          | Verenigd Koninkrijk van Groot-Brittannië en Ierland                                       | 1843-07-19                       | 1894-04-12            |      | 243                  |
| Kitty Kielland            | Noorwegen                                                                                 | 1843-10-08                       | 1914-10-01            |      | 247                  |
| Mary Cassatt              | Verenigde Staten van Amerika                                                              | 1844-05-22                       | 1926-06-14            |      | 251                  |
| Fanny Churberg            | Grootvorstendom Finland                                                                   | 1845-12-12                       | 1892-05-10            |      | 257                  |
| Anna Boch                 | Frankrijk België                                                                          | 1848-02-10                       | 1936-02-25            |      | 263                  |
| Eva Gonzalès              | Frankrijk                                                                                 | 1849-04-19                       | 1883-05-05            |      | 267                  |
| Laura Theresa Alma-Tadema | Verenigd Koninkrijk van Groot-Brittannië en Ierland                                       | 1852-04-16                       | 1909-08-15            |      | 273                  |
| Cecilia Beaux             | Verenigde Staten van Amerika                                                              | 1855-05-01                       | 1942-09-17            |      | 287                  |
| Evelyn De Morgan          | Verenigd Koninkrijk van Groot-Brittannië en Ierland                                       | 1855-08-30                       | 1919-05-02            |      | 277                  |
| Suze Robertson            | Koninkrijk der Nederlanden                                                                | 1855-12-17                       | 1922-10-18            |      | 283                  |
| Elizabeth Forbes          | Verenigd Koninkrijk van Groot-Brittannië en Ierland                                       | 1859-12-29                       | 1912-03-16            |      | 299                  |
| Marianne von Werefkin     | Keizerrijk Rusland <no value>                                                             | 1860-09-10                       | 1938-02-06            |      | 305                  |
| Marie Bashkirtseff        | Keizerrijk Rusland Frankrijk                                                              | 1860-11-11                       | 1884-10-31            |      | 293                  |
| Mary Lizzie Macomber      | Verenigde Staten van Amerika                                                              | 1861-08-21                       | 1916-02-04            |      | 311                  |
| Elin Danielson-Gambogi    | Finland                                                                                   | 1861-09-03                       | 1919-12-31            |      | 315                  |
| Suzanne Valadon           | Frankrijk                                                                                 | 1865-09-23                       | 1938-04-07            |      | 325                  |
| Margaret MacDonald        | Verenigd Koninkrijk Verenigd Koninkrijk van Groot-Brittannië en Ierland                   | 1865-11-05                       | 1933-01-10 1933-01-07 |      | 321                  |
| Louise De Hem             | België                                                                                    | 1866-12-10                       | 1922-11-22            |      | 331                  |
| Käthe Kollwitz            | Weimarrepubliek Duitsland                                                                 | 1867-07-08                       | 1945-04-22            |      | 335                  |
| Frances MacDonald         | Verenigd Koninkrijk van Groot-Brittannië en Ierland                                       | 1873-08-24                       | 1921-12-12            |      | 341                  |
| Paula Modersohn-Becker    | Duitse Keizerrijk Duitsland                                                               | 1876-02-08                       | 1907-11-30            |      | 347                  |
| Lluïsa Vidal              | Spanje                                                                                    | 1876-04-02                       | 1918-10-18            |      | 353                  |
| Gabriele Münter           | Duitsland                                                                                 | 1877-02-19                       | 1962-05-19            |      | 359                  |
| Helen McNicoll            | Canada                                                                                    | 1879-12-14                       | 1915-06-27            |      | 365                  |
| Natalja Gontsjarova       | Keizerrijk Rusland Frankrijk                                                              | 1881-06-21 1881-06-04 1881-07-03 | 1962-10-17            |      | 369                  |
| Sonia Delaunay-Terk       | Frankrijk                                                                                 | 1885-11-14 1885                  | 1979-12-05 1979       |      | 381                  |
| Olga Rozanova             | Keizerrijk Rusland Russische Socialistische Federatieve Sovjetrepubliek                   | 1886-06-21                       | 1918-11-07            |      | 375                  |
| Georgia O'Keeffe          | Verenigde Staten van Amerika                                                              | 1887-11-15                       | 1986-03-06            |      | 387                  |
| Ljoebov Popova            | Sovjet-Unie Keizerrijk Rusland                                                            | 1889-04-24                       | 1924-05-25            |      | 393                  |
| Tamara de Lempicka        | Keizerrijk Rusland Polen                                                                  | 1898-05-16                       | 1980-03-18            |      | 399                  |
| Alice Neel                | Verenigde Staten van Amerika                                                              | 1900-01-28                       | 1984-10-13            |      | 405                  |
| Frida Kahlo               | Mexico                                                                                    | 1907-07-06                       | 1954-07-13            |      | 411                  |
| Leonor Fini               | Argentinië                                                                                | 1908-08-30                       | 1996-01-18            |      | 421                  |
| Lee Krasner               | Verenigde Staten van Amerika                                                              | 1908-10-27                       | 1984-06-19            |      | 417                  |
| Nell Blaine               | Verenigde Staten van Amerika                                                              | 1922-07-10                       | 1996-11-14            |      | 427                  |
| Helen Frankenthaler       | Verenigde Staten van Amerika                                                              | 1928-12-17 1928-12-12            | 2011-12-27            |      | 431                  |
| Faith Ringgold            | Verenigde Staten van Amerika                                                              | 1930-10-08                       |                       |      | 437                  |
| Montserrat Gudiol         | Spanje                                                                                    | 1933-06-09 1933-09-06            | 2015-12-25            |      | 443                  |
| Judy Chicago              | Verenigde Staten van Amerika                                                              | 1939-07-20                       |                       |      | 449                  |
| Emilia Castañeda Martínez | Spanje                                                                                    | 1943-11-07                       |                       |      | 455                  |
| Glòria Muñoz              | Spanje                                                                                    | 1949-08-12                       |                       |      | 461                  |
| Jenny Saville             | Verenigd Koninkrijk                                                                       | 1970                             |                       |      | 467                  |